# Losiny
Losiny (Russisch: Лосиный) is een nederzetting met stedelijk karakter in de Russische oblast Sverdlovsk op de oostelijke hellingen van de Centrale Oeral. De plaats ligt op ongeveer 30 kilometer ten noordoosten van de stad Berjozovski en ongeveer 43 kilometer ten noordoosten van Jekaterinenburg aan de spoorlijn tussen Jekaterinenburg en Rezj (station Adoej) en de hoofdweg van Jekaterinenburg naar Alapajevsk.
Losiny valt bestuurlijk gezien onder het stedelijk district van de stad Berjozovski en telde 2.226 inwoners bij de volkstelling van 2002 tegen 2.747 bij die van 1989.

## Geschiedenis
Losiny ontstond in de jaren 30 bij de bouw van een turfwinningsbedrijf. Op 27 maart 1942 kreeg de plaats de status van arbeidersnederzetting. In de jaren 60 werden er filialen van de sportschoenenfabriek Sportoboev (uit Perm) en van de warmte-isolatieartikelenfabriek Izoplit (uit de gelijknamige plaats Izoplit) opgezet, maar deze werden later weer gesloten.
Onder het bestuur van de gorodskoje poselenieje van Losiny vallen de plaatsen Bezretsjny, Solnetsjny, Loebjanoj en Zeleny Dol.